# 大野由佳
大野 由佳（おおの ゆか、5月25日 - ）は、日本の元声優。かつては青二プロダクションに所属していた。現在は引退。東京都出身。

## 出演作品

### テレビアニメ
1986年
- ボスコアドベンチャー
- ドラゴンボール（ギャル、母親）

1987年
- 仮面の忍者 赤影（1987年 - 1988年、進助 他）

1988年
- キテレツ大百科（トンガリのママ、みよ子のママ〈2代目〉）
- 魁!!男塾（女性客）
- トランスフォーマー 超神マスターフォース（交換手、看護婦）

1989年
- 悪魔くん（キリヒトの母〈2代目〉）
- ドラゴンボールZ（女）

1990年
- 魔法使いサリー（1989年版）（キヨミ）

1991年
- 緊急発進セイバーキッズ

1992年
- ツヨシしっかりしなさい（1992年 - 1994年、電気屋のおかみ、元子、主婦、中居頭、おばさんB 他）
- バトルファイターズ 餓狼伝説2（子供C）
- 美少女戦士セーラームーンシリーズ（1992年 - 1994年、キャメラン、ポルクス、ミノタロン、アマテラス、ジャーマネン 他） - 3シリーズ
- ちびまる子ちゃん（ヨッちゃんのお母さん）

1993年
- バトルファイターズ 餓狼伝説2（子供C）

1994年
- ママレード・ボーイ（お手伝いさん）

1996年
- ゲゲゲの鬼太郎（第4作）（祥一の母、ツネ、母親）

### OVA
1989年
- 紅い牙 ブルー・ソネット（女性科学者、辻先生）
- 銀河英雄伝説（女性兵士）
- 左のオクロック!!（ばあや）

1990年
- ポストの中の明日
- 八神くんの家庭の事情

1991年
- 創竜伝（1991年 - 1992年）

1995年
- 鬼切丸（主婦）

### 劇場アニメ
1988年
- AKIRA

1993年
- お星さまのレール（葉子）

1994年
- リカちゃん リカちゃんとヤマネコ 星の旅（すばる星）

### ゲーム
1992年
- 卒業 〜Graduation〜（高城麗子〈初代〉）

### テレビドラマ
- 火曜サスペンス劇場「取調室」（1995年）